# Giant Silva
Paulo César da Silva (San Paolo, 21 luglio 1963) è un wrestler ed ex cestista brasiliano, noto per la sua permanenza nella WWE con il ring name Giant Silva.

## Carriera

### Pallacanestro
Con il Brasile ha disputato i Giochi olimpici di Seul 1988 e due edizioni dei Campionati americani (1988, 1989).

### Wrestling
Debuttò nel 1997 dove sconfisse velocemente un jobber locale. Dopo una striscia di vittorie contro altri jobber decise di alzare l'asticella e di sfidare un professionista. La sua scelta cadde su Akebono, un altro gigante del ring. I due si sfidarono dove dopo una lunga lotta Silva riuscì a schienare l'avversario. Dopo la sua prima vittoria importante decise di  sfidare Giant Singh e il match terminò in parità. Silva si spostò poi nel mondo delle arti marziali miste dove al suo primo incontro sconfisse Hong-man Choi in poco tempo interrompendo la sua striscia di imbattibilità.